# Georg Ay

Georg Ay, Porträtfoto aus dem Reichstags-Handbuch 1934

Georg Ay (* 9. Juni 1900 in Quedlinburg; † 1. Februar 1997 in Linz am Rhein) war ein deutscher Politiker. Er war Reichstagsabgeordneter der NSDAP.

## Leben
Nach dem Besuch der Oberrealschule in Quedlinburg und in Halberstadt meldete er sich 1915 als Kriegsfreiwilliger, wobei er als sein Geburtsjahr 1898 angab. Nach Kriegsende nahm er eine kaufmännische Lehre auf, 1921 übernahm er das väterliche Geschäft in Quedlinburg. Er trat zum 1. Dezember 1929 in die NSDAP ein (Mitgliedsnummer 167.525), stieg 1931 zum Ortsgruppenleiter und später zum Kreisleiter auf. 1932 wurde Ay in den Preußischen Landtag und 1933 zum Stadtrat in Quedlinburg gewählt. Letztere Funktion übte er bis 1935 aus.
Von November 1933 bis Kriegsende war Ay Mitglied des Reichstags, der in der Zeit des Nationalsozialismus bedeutungslos war.
Ay war nach Kriegsende mehrmals in Internierungshaft. Er wurde vom Spruchgericht in Hiddesen zu einer Strafhaft verurteilt. Das Schwurgericht Essen verurteilte ihn am 18. März 1957 wegen Totschlags zu einer Gefängnisstrafe von vier Jahren, wobei die erlittene Untersuchungshaft angerechnet wurde. Das im Strafmaß höhere vorherige Urteil war vom Bundesgerichtshof aufgehoben worden. Der mitangeklagte damalige HJ-Führer Alfred Heise erhielt eine Strafe von fünf Jahren. Ihnen und einer weiteren, dann freigesprochenen Person war vorgeworfen worden, am 17. April 1945 den im Lazarett Quedlinburg beschäftigten Unterarzt Dr. Schäder hinterrücks erschossen zu haben. Indem sie den vermeintlichen Deserteur Schäder hinrichteten, wollten sie die politische Ordnung in Quedlinburg sichern.  